# Clanis schwartzi
Clanis schwartzi är en fjärilsart som beskrevs av Jean-Marie Cadiou 1993. Clanis schwartzi ingår i släktet Clanis och familjen svärmare. Inga underarter finns listade i Catalogue of Life.

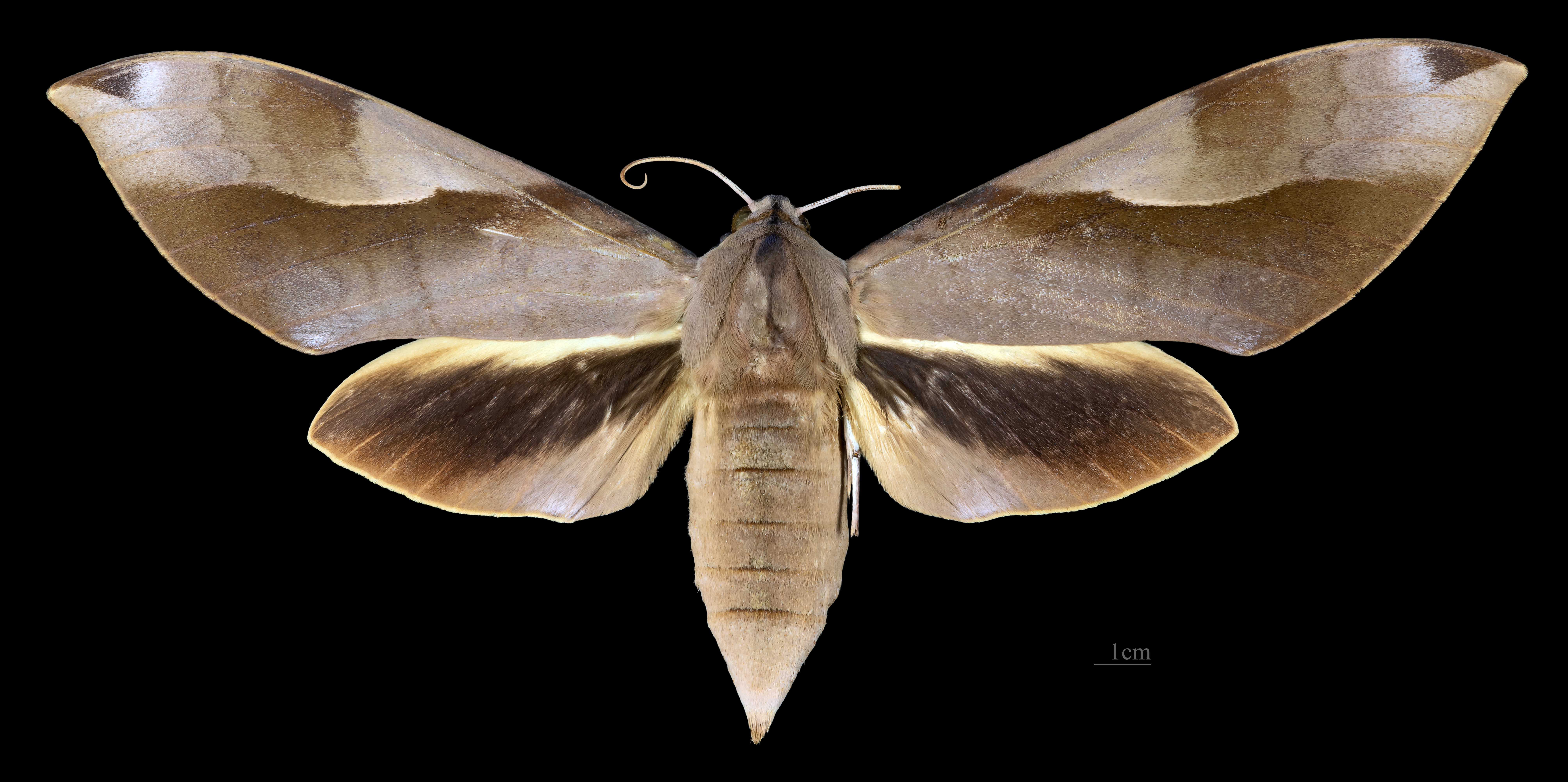
Clanis schwartzi Paratype  ♀
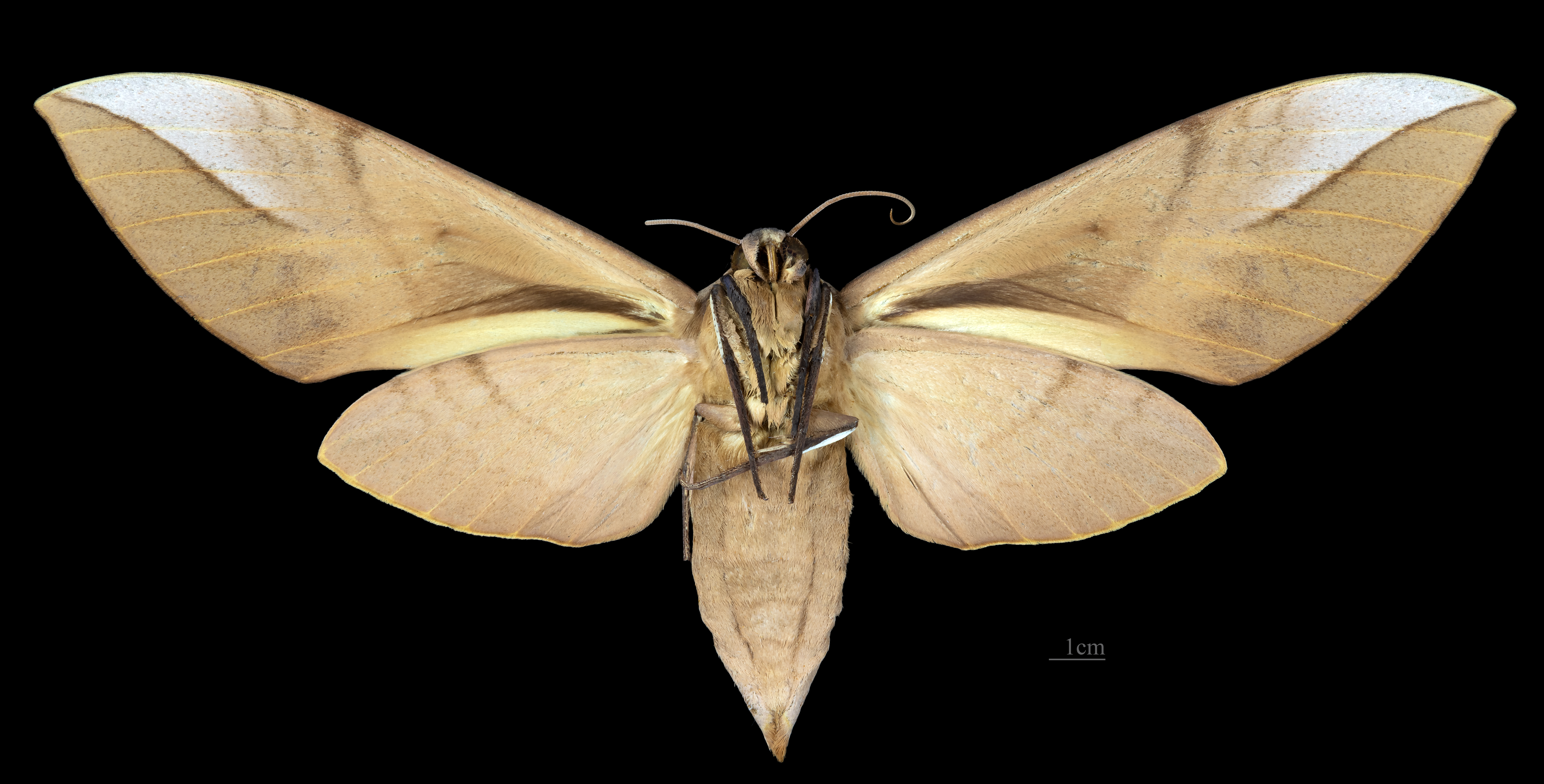
Clanis schwartzi Paratype ♀ △